# Loptjuga
La Loptjuga (in russo Лоптюга?) è un fiume della Russia europea nordoccidentale, affluente di destra del Vaška. Scorre nell'Udorskij rajon della Repubblica dei Komi.
Il fiume ha origine in un'area paludosa e scorre brevemente verso nord-est, girando poi a nord-ovest. Sfocia nel Vaška a 308 km dalla foce. Ha una lunghezza di 152 km, il suo bacino è di 1 620 km².